# Val Müstair

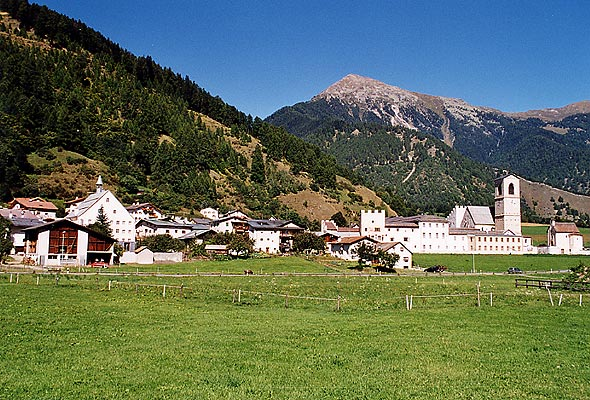
Localitatea Müstair de pe Val Müstair

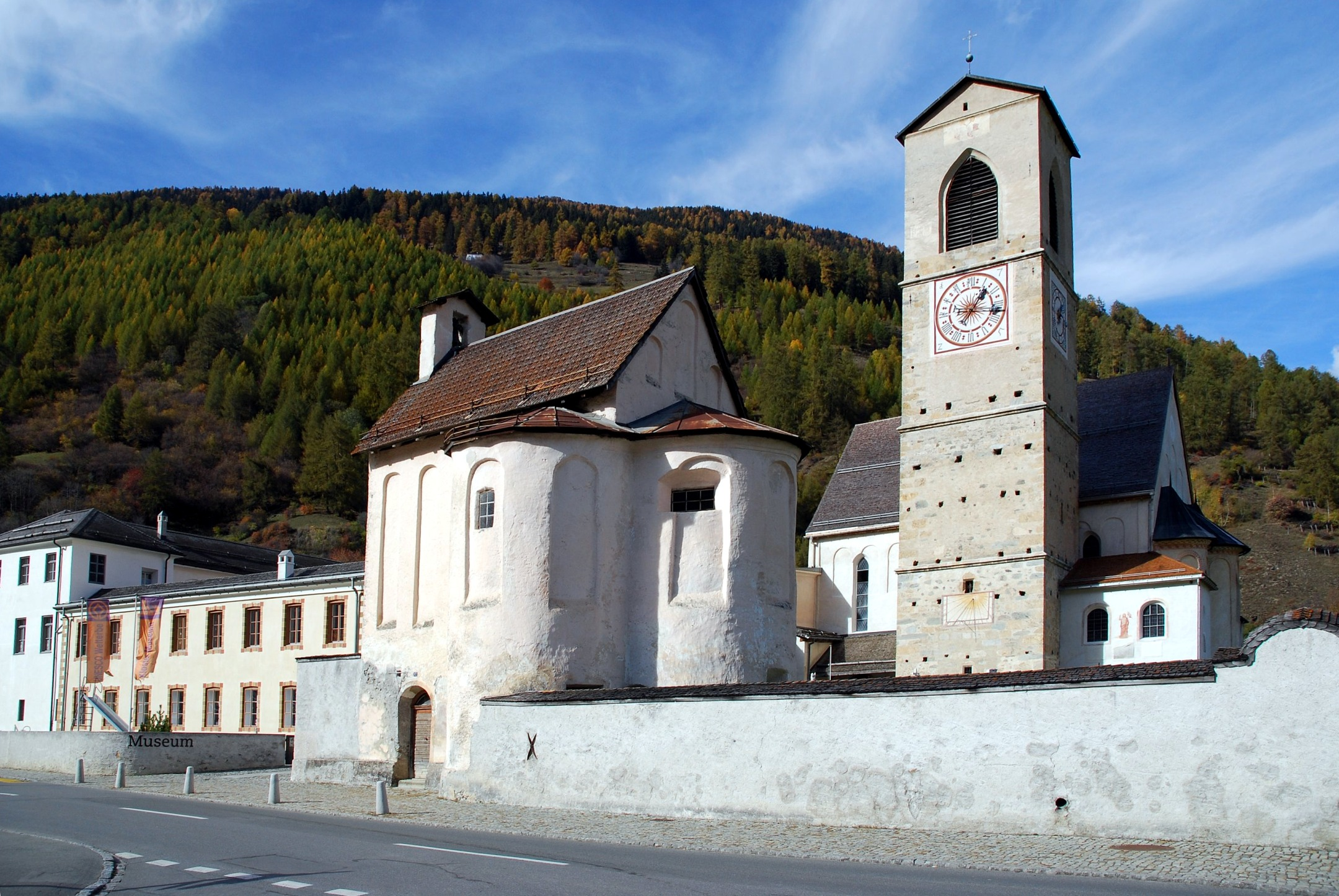
Mănăstirea benedictină Son Jon (Sf. Ioan) din Val Müstair

Val Müstair (în limba germană, Münstertal, Limba italiană Val Monastero) este o vale muntoasă în Alpii elvețieni, care face legătura între Pass dal Fuorn (2149 m altitudine) și Val Venosta (în germană, Vinschau) (914 m altitudine).
Mănăstirea benedictină Son Jon din Val Müstair a fost probabil fondată de către Carol cel Mare (în limba franceză, Charlemagne). Este una din construcțiile considerate monumente ale umanității fiind înscrisă în anul 1983 pe lista patrimoniului cultural mondial UNESCO.

## Localități

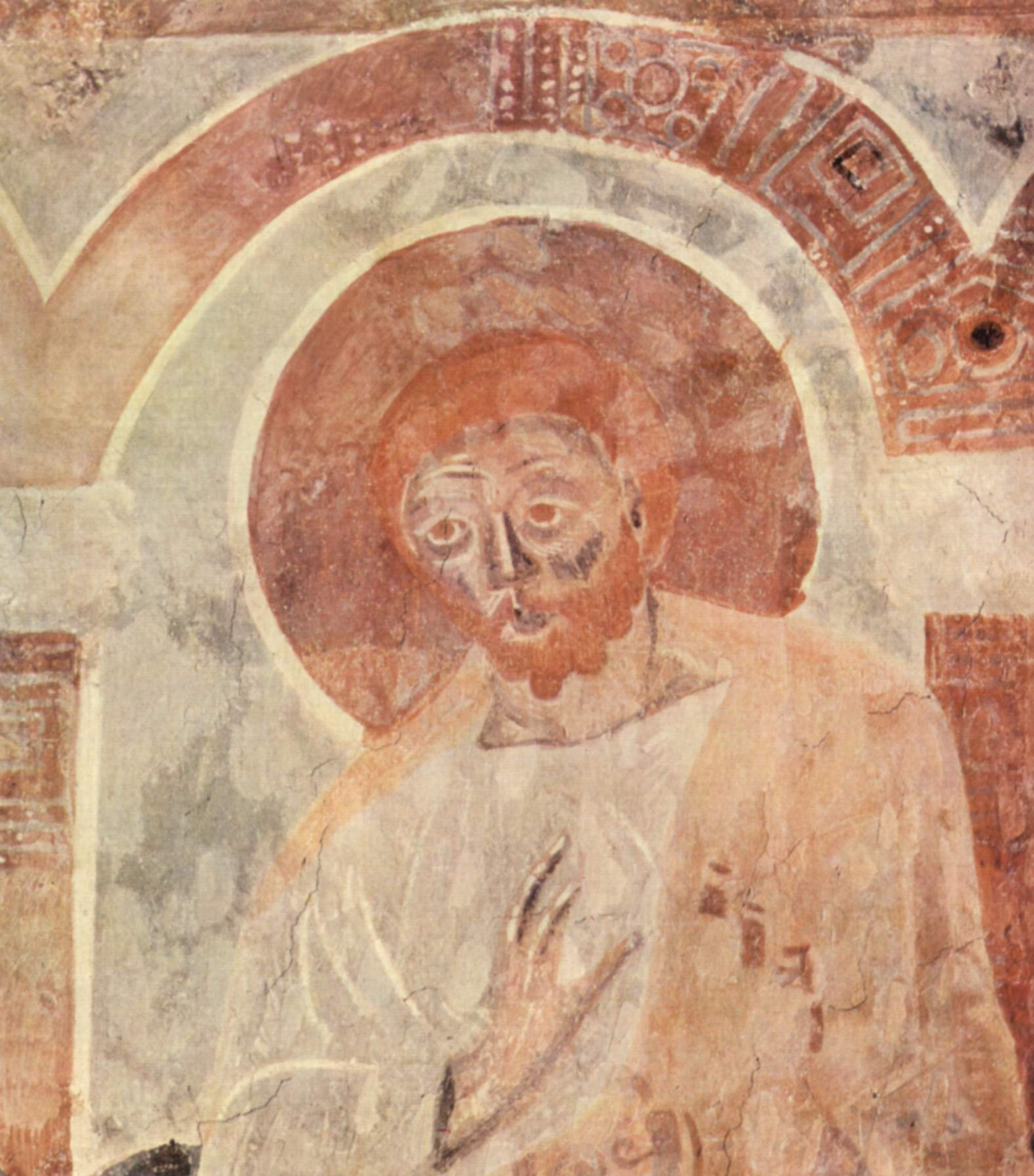
Frescă din mănăstirea benedictină Son Jon (Sf. Ioan) din Val Müstair (circa 800)

Cele mai importante sate care se găsesc pe valea Val Müstair, precum și altitudinile lor față de nivelul mării sunt: Tschierv (1660 m), Valchava (1412 m), Santa Maria Val Müstair (1375 m), Müstair (1247 m) (toate aparținând Elveției) și Tubre/Taufers în Italia. Localitatea aflată la cea mai mare altitudine în Val Müstair (Lü, situată la circa 1920 m altitudine, respectiv la 46°37' latitudine nordică și 10°22' longitudine estică), are doar 92 de locuitori (recensământul din 2002).
Nu există alte văi de legătură care să fie locuite. Totuși, drumurile ce străbat trecătorile Umbrail și Stelvio au legături cu localitatea Santa Maria.

## Apartenență teritorială
Cea mai mare parte a văii aparține Elveției, în cadrul cantonului Graubünden (Grigioni/Grischun). Doar o mică parte a văii se găsește în partea italiană, mai exact parte a regiunii Trentino-Tirolul de Sud. Granița dintre Elveția și Italia se găsește la altitudinea de aproximativ 1245 m, între Müstair (1247 m) și Tubre/Taufers (1240 m).

## Ape
Râul care curge prin Val Müstair se numește Rom.